# نانسي فابيولا هيريرا
نانسي فابيولا هيريرا (بالإسبانية: Nancy Fabiola Herrera) هي مغنية ومغنية أوبرا وموسيقية إسبانية، ولدت في 1968 في كاراكاس في فنزويلا.

## وصلات خارجية
- الموقع الرسمي
- نانسي فابيولا هيريرا على موقع IMDb (الإنجليزية)
- نانسي فابيولا هيريرا على موقع ميوزك برينز (الإنجليزية)